# 磷杂乙炔醇盐
磷杂乙炔醇盐（化学式：PCO−或OCP−）是氰酸盐（OCN−）的类似物，其阴离子具有线性结构，通常分离为盐来使用。这个阴离子也是一种两可（ambidentate）配体，即形成配合物时，配位原子既可以是磷原子，也可以是氧原子。这种多功能性让它可以和很多过渡金属及锕系元素结合，但目前研究最热门的是用作合成砌块来构建有机磷烷类化合物。
磷杂乙炔醇盐最初由Becker等人于1992年合成并表征，它们通过双(三甲基硅基)锂和碳酸二甲酯的反应以87%的产率分离出锂盐。

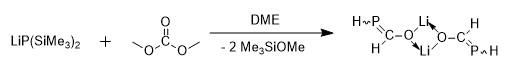
1992年Becker合成锂盐的方法。